# Mykolas-Biržiška-Gymnasium Vilnius
Das Mykolas-Biržiška-Gymnasium Vilnius (lit. Vilniaus Mykolo Biržiškos gimnazija) ist ein kommunales Gymnasium im Stadtteil Justiniškės der litauischen Hauptstadt Vilnius.

## Schwerpunkte
Die Hauptrichtungen in Oberstufenklassen sind die vertiefte Vermittlung von exakten Wissenschaften, Naturwissenschaften, Gesellschaftswissenschaften und modernen Sprachen.

## Geschichte
1985 wurde die 57. Sekundarschule Vilnius mit Abitur in Sowjetlitauen gegründet. 1989 wurde eine Klasse für exakte Wissenschaften eingerichtet und 1990 eine Klasse der Geisteswissenschaften eröffnet. 1991 wurden die Klassen für erweiterten Mathematikunterricht eröffnet. 1993 wurde der Status einer Schule mit der Gymnasialen Oberstufe zuerkannt.
Am 30. August 1993 gab der Gemeinderat der Stadt Vilnius der Schule den Namen von Mykolas Biržiška (1882–1962). Er war Jurist und Politiker, Mitglied des Seimas, Professor und Rektor der Universität Vilnius. Am 30. Mai 1997 erhielt man den Status eines Gymnasiums.

## Bekannte Schüler
- Agnė Vaiciukevičiūtė (* 1989), Verkehrspolitikerin, Vizeministerin
- Justina Jakštienė (* 1980), Sozialpolitikerin, Vizeministerin
- Aušrinė Armonaitė (* 1989), Wirtschaftsministerin, Seimas-Mitglied, Mitgründerin und Leiterin der liberalen Partei Laisvės partija